# Ester Geislerová
Ester Geislerová (* 5. března 1984 Praha) je česká herečka, umělkyně a kurátorka projektu Terapie sdílením.

## Život
Pochází z umělecké rodiny. Její matka Věra je akademická malířka a otec Petr Geisler byl překladatel, novinář a japanolog. Její babička z otcovy strany Růžena Lysenková byla prvorepubliková herečka. Má dvě sestry – Annu Geislerovou, která je úspěšná herečka a návrhářka a Lenku Geislerovou, která je komiksová výtvarnice a zpěvačka.
Vystudovala Střední školu Václava Hollara v Praze v oboru Propagační grafika. Vystudovala Akademii výtvarných umění v Praze obor Nová Média II. a studovala i v ateliéru Jiřího Davida, Intermediální konfrontace na UMPRUM. S návrhářkou Josefinou Bakošovou vytvořila dětské kabelky Pepieta módní značku oblečení Ester&Josefina, která v roce 2020 zanikla.
Je hlavní tváří projektu Terapie sdílením. Zábavnou formou ukazuje, jak se vypořádat s komunikačními problémy. Živé, edukativní, interaktivní přednášky o vlivu nových technologií na vztahy a komunikaci vede Ester spolu s párovým terapeutem Honzou Vojtkem. V roce 2019 měla premiéru přednáška Terapie sdílením LIVE.
V roce 2022 společně uvedli novou přednášku Terapie sdílením RESET. 
Věnuje se vizuálnímu umění v podobě videoinstalací, např. výstava „Tekutá mateřská láska“ (2018) s Milanem Mazúrem, v galerii Kabinet T ve Zlíně. Další společná výstava nesla název „Reenactment“ v galerii NOD (6. prosince 2019 – 6. února 2020), jejímž kurátorem byl Pavel Kubesa. Následovala samostatná výstava „Odložená osobnost/Personality postponed“ (27. února – 31. března 2020), galerie The Artivist Lab, jejíž kurátorkou byla Tamara Moyzes. Nyní pracuje na rozsáhlém díle s pracovním názvem „Most“ (2023) a na výstavě kaligrafií a fotografií, otce Petra Geislera, s názvem „Geisler“.
V roce 2005 porodila dvojčata, dceru Miu Rosu a syna Jana Etiènne.

## Filmografie
- 1996: Král Ubu (komtesa Eleutherie)
- 1999: Zimní víla (Eliška)
- 1999: Dámě kord nesluší? (Roxana)
- 2000: Jabloňová panna (Jabloňová panna)
- 2001: Věrní abonenti
- 2001: Svědek (Nikita)
- 2001: Samota (služka)
- 2001: Ani svatí, ani andělé (dcera Jana)
- 2003: O Ječmínkovi (Marína)
- 2003: Most (Ester)
- 2003: Krysař'' (Agnes)
- 2003: Jesenná (zato) silná láska
- 2003: Hodina tance a lásky (Kristina Kleinburgerová)
- 2004: Vražda kočky domácí (Saša Homolová)
- 2004: Snowboarďáci (Marta)
- 2004: Krev zmizelého (Dorli Skládalová)
- 2004: Horem pádem (studentka)
- 2005: Doblba! (taxikářka)
- 2006: Malá pokušení
- 2011: Dům (Hana)
- 2012: Nevinné lži (režie Alice Nellis)
- 2014: Život a doba soudce A. K. (režie Radim Špaček)
- 2014: The Messenger (seriál, epizodní role)
- 2015: Cizí příbuzní
- 2016: Já, Mattoni (Tv seriál, paní Mullighamová)
- 2016: Černý dort (Hanka)
- 2016: Britannia (seriál, Celtic woman)
- 2017: Policie Modrava (Ilonka)
- 2017: Inspektor Max (Aneta Zikmundová)
- 2018: Specialisté (seriál)
- 2018: Dvě nevěsty a jedna svatba (Karolína)
- 2018: Ócuka (Milan Mazúr)
- 2018: Chata na prodej (Tomáš Pavlíček)
- 2019: LOVEní (Karel Janák)
- 2019: Psi nenosí kalhoty (Finsko, Lotyšsko)
- 2019: Moje svoboda
- 2021: Anatomie života
- 2022: Ordinace v růžové zahradě 2 (seriál, epizodní role)